# 弗洛倫西亞森林國家自然公園

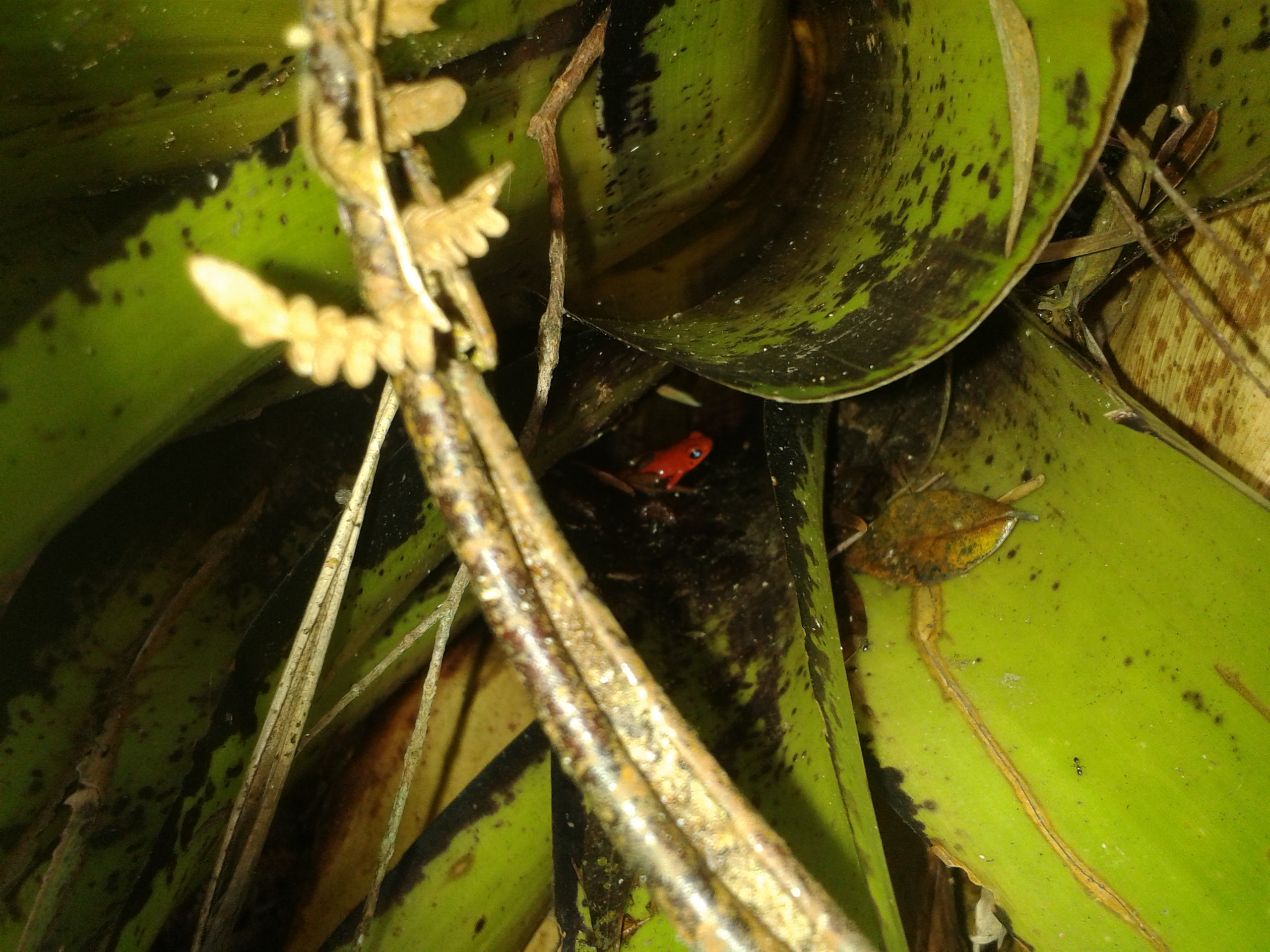

弗洛倫西亞森林國家自然公園（西班牙語：Parque nacional natural Selva de Florencia），是哥倫比亞的國家公園，位於該國中部卡爾達斯省，處於哥倫比亞中部山脈，成立於2005年，面積100.2平方公里。